# Fagociti
Fagociti su bijele krvne stanice koja štite tijelo putem konzumiranja (fagocitoze) štetnih stranih čestica, bakterija, i mrtvih ili umirućih stanica.
Njihovo ime potiče od grč. "phagein" - "da jede", i "-cit", biološkog sufiksa koji označava „stanicu“. Oni su esencijalni za borbu protiv infekcija i za imunitet. Fagociti su važni širom životinjskog carstva i visoko su razvijeni kod kralježnjaka. Jedna litra ljudske krvi sadrži oko šest milijardi fagocita. Fagocite je otkrio 1882. Ilja Iljič Mečnikov dok je studirao larve morske zvijezde. Mečnikov je nagrađen za ovo otkriće Nobelovom nagradom za fiziologiju ili medicinu 1908. godine. Fagociti su prisutni kod mnogih vrsta. Neke amebe se ponašaju kao makrofagni fagociti, što sugerira da su se fagociti pojavili rano tijekom evolucije živih bića.
Fagociti kod ljudi i životinja nazivaju se „profesionalnim“ ili „neprofesionalnim“ u ovisnosti od toga koliko su efektivni u izvođenju fagocitoze. U profesionalne fagocite uvrštavaju se: neutrofili, monociti, makrofage, dendritske stanice, i mastociti. Glavna razlika između profesionalnih i neprofesionalnih fagocita je što profesionalni fagociti imaju molekulske receptore na svojoj površini koji mogu detektirati štetne objekte, kao što su bakterije, koji se normalno ne nalaze u tijelu. Fagociti su presudni u borbi protiv infekcija, kao i za održavanje zdravoga tkiva, jer uklanjaju mrtve i umiruće stanice, koje su dosegle kraj njihovog životnog vijeka.
Tijekom infekcije, kemijski signali privlače fagocite do mjesta gdje su patogeni napali tijelo. Te kemikalije mogu potječi od bakterija ili od drugih fagocita koji su već prisutni. Fagociti se kreću putem metode zvanog hemotaksa. Kad fagociti dođu u kontakt s bakterijama, receptori na površini fagocita vežu se za njih. To vezivanje dovodi do fagocitnoga „gutanja“ bakterija. Neki fagociti ubijaju progutane patogene putem oksidanasa ili dušikova (II) oksida. Nakon fagocitoze, makrofage i dendritske stanice mogu isto tako sudjelovati u prezentaciji antigena. To je proces kojim fagociti premještaju dijelove razgrađenog materijala na svoju površinu. Taj materijal se tim putem prikazuje drugim stanica imunosnog sustava. Neki fagociti zatim putuju u tjelesne limfne čvorove i prikazuju materijal bijelim krvnim zrncima zvanim limfociti. Ovaj proces je važan za nastanak imunosti. Međutim, mnogi patogeni su evoluirali metode za izbjegavanje napada fagocita.